# مردم سینهالی
قوم سینهالی 
(به سینهالی: සිංහල ජාතිය) قوم اصلی کشور سری‌لانکا است.
سینهالی‌ها مردمی از تبار هندوآریایی هستند که با دراویدی‌های بومی سری‌لانکا آمیخته شده‌اند. جمعیت آنها در حدود ۱۵ میلیون نفر است که بیشتر در سری‌لانکا زندگی می‌کنند.
زبان آن‌ها نیز سینهالی نام دارد که زبانی هندوآریایی است. مذهب ۸۵-۹۳٪ سینهالی‌ها بوداگرایی از شاخه تراوادا (هینه‌یانه) است.